# Ghashshah
Ghashshah är en ö i Förenade Arabemiraten.   Den ligger i emiratet Abu Dhabi, i den västra delen av landet, 170 kilometer väster om huvudstaden Abu Dhabi. Arean är 0,51 kvadratkilometer.
Terrängen på Ghashshah är mycket platt. Öns högsta punkt är 11 meter över havet. Den sträcker sig 1,2 kilometer i nord-sydlig riktning, och 1,0 kilometer i öst-västlig riktning.